# Сакамото Юдзі
Сакамото Юдзі (яп. 坂元裕二, 12 травня 1967, Осака) — японський кіносценарист. Переможець Каннського кінофестивалю 2023 в номінації Найкращий сценарій фільму «Монстр».

## Раннє життя
Юдзі Сакамото народився 12 травня 1967 року в Осаці, Японія.

## Кар'єра
У віці 19 років Сакамото виграв першу премію Fuji Television найкращому молодому сценарісту. 1991 року він взяв участь у створенні сценарію для телевізійної адаптації манґи «Токійська історія кохання» (яп. 東京ラブストーリー). Він написав сценарії для багатьох популярних японських телевізійних драм, зокрема «Наш підручник» (яп. わたしたちの教科書, 2007), «Життя триває» (яп. それでも, 生きてゆ, 2011), «Мати» (яп. テレビドラマ, 2010), «Жінка» (яп. ウーマン, 2013), «Найкраще розлучення» (яп. 最高の離婚, 2013) та «Квартет» (яп. カルテット, 2017). Багато сценаріїв Сакамото були відтворені в міжнародних постановках. Серед останніх його робіт «Anone» (яп. あのね, 2018), «Мої любі колишні» (яп. 大豆田とわ子と三人の元夫, 2021) і «Love with a Case» (яп. 初恋の悪魔, 2022). У його фільмографії — «Ми зробили чудовий букет» (яп. 花束みたいな恋をした, 2021), з Масакі Суда та Касумі Арімура в головних ролях.
Юдзі Сакамото написав сценарій до фільму Хірокадзу Корееди «Монстр» (2023). Після свого дебюту в повнометражному фільмі «Маборосі» (1995) Корееда вперше створив фільм за чужим сценарієм. Прем'єра фільму відбулася на Каннському кінофестивалі 2023 року, де Сакамото отримав нагороду за найкращий сценарій.
З квітня 2016 року Юдзі Сакамото працював професором Вищої школи кіно та нових медіа Токійського університету мистецтв.
2023 року Сакамото був нагороджений медаллю Пошани з пурпуровою стрічкою.

## Особисте життя
У 1998 році він одружився з актрисою Йоко Морігуті.